# داني تايلور
داني تايلور (بالإنجليزية: Danny Taylor)‏ (1 سبتمبر 1991 بتشستر في المملكة المتحدة - ) هو لاعب كرة قدم بريطاني في مركز الدفاع. لعب مع شروزبري تاون ونادي إيرباص يو كاي بروتون ونادي لاندودنو وChester F.C. ‏ وColwyn Bay F.C. ‏.

## وصلات خارجية
- داني تايلور على موقع قاعدة بيانات كرة القدم.إي يو (الإنجليزية)
- داني تايلور على موقع Soccerbase.com (لاعب) (الإنجليزية)